# Hưng Lợi (xã)
Hưng Lợi là một xã thuộc huyện Hưng Nguyên, tỉnh Nghệ An, Việt Nam.
Xã Hưng Lợi có diện tích 7,66 km², dân số năm 1999 là 3.961 người, mật độ dân số đạt 517 người/km².
Xã này nằm bên tuyến kênh Nhà Lê, là tuyến đường thủy đầu tiên trong lịch sử Việt Nam từ kinh đô Hoa Lư đến Đèo Ngang và được xem là tuyến đường Hồ Chí Minh trên sông vì những đóng góp cho các cuộc chiến tranh của người Việt.

## Hành chính
Xã Hưng Lợi gồm 9 thôn xóm: từ xóm 1 đến xóm 9. Năm 2018 sát nhập 9 thôn xóm xuống còn 7 thôn xóm: Xóm 7 và xóm 8 sát nhập thành xóm 7; xóm 6 và xóm 9 sát nhập thành xóm 6.
Năm 2019 sát nhập 7 xóm lại còn 6 xóm theo NQ-4133/TTR-UBND